# Norre Port

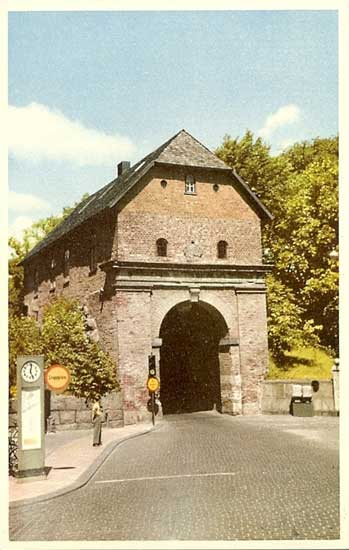
Norre Port, 1952

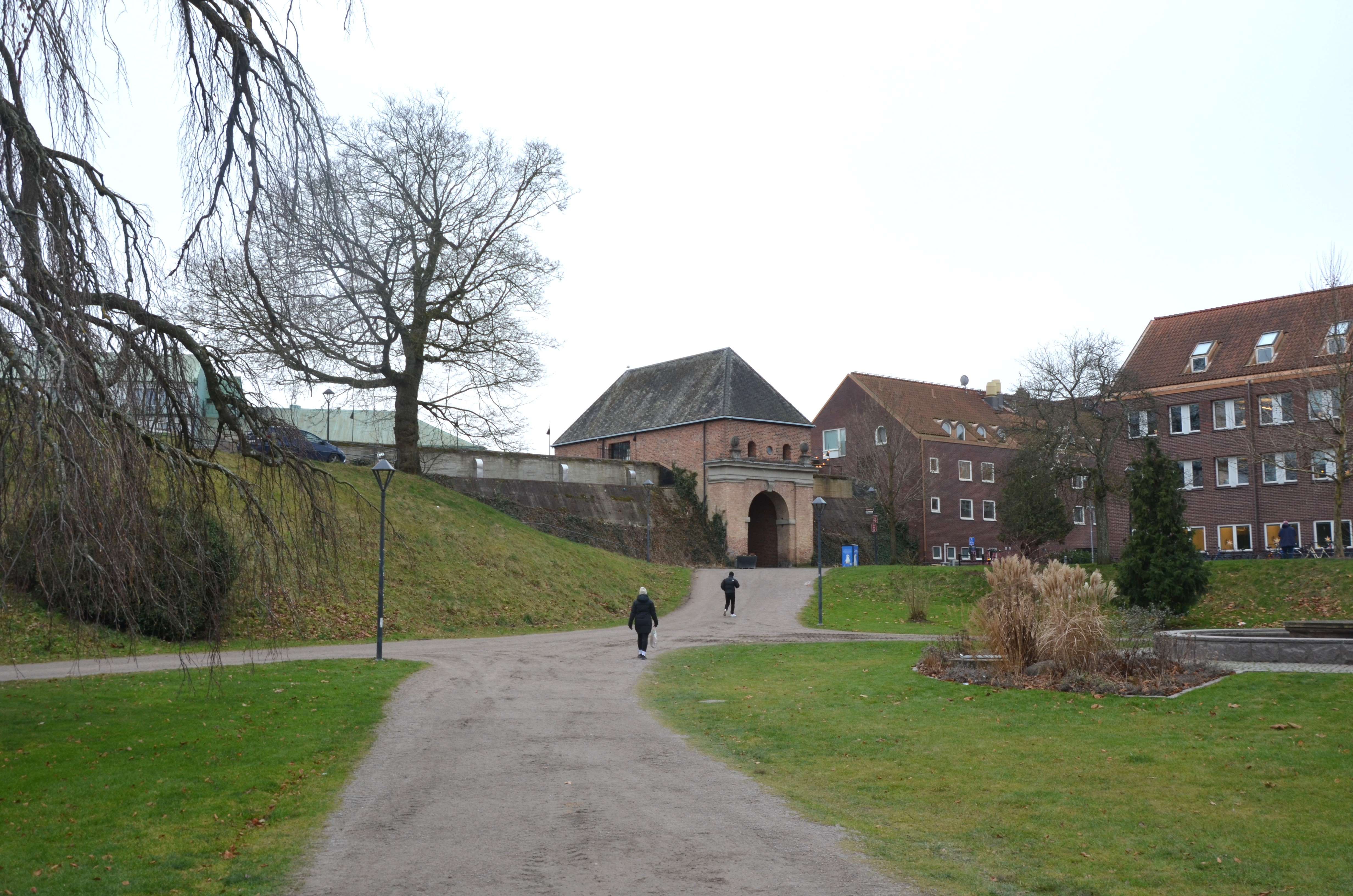
Norre Port på norra sidan

Norre Port, även Norreport, är en stadsport i Halmstad. Norre Port färdigställdes 1601 som en del av Halmstads stadsbefästning under den danske kungen Kristian IV, som man ser rester av i bland annat Norre Katts park och vid Karl XI:s väg. Norre Port är den enda av stadens tidigare fyra stadsportar som bevarats. Porten, som leder till Storgatan, är vinklad i förhållande till denna, ett sätt att förhindra beskjutning in mot staden.
I slutet av 1870-talet diskuterades rivning av Norre Port, som då var i dåligt skick och ansågs vara ett hinder för trafiken och stadens utveckling. Dåvarande riksantikvarie Hans Hildebrand avslog dock stadsfullmäktiges begäran. 
Storgatan, nu gågata, var till 1958 en del av Rikstvåan, som genom staden då passerade Norre Port och Stora Torg, för att via Österbro nå Laholmsvägen. Norre Port försågs 1929 med Halmstads första trafiksignal, som slussade igenom trafiken växelvis. Efter det att genomfartstrafiken flyttats till Karl XI:s väg och Slottsbron, stängdes Norre Port av för biltrafik.
Vid norra infarten till Halmstad finns den så kallade Karl XI:s stuga. Där fick kungen söka härbärge en natt på sin väg till Halmstads slott, då porten enligt gällande regler ej öppnades efter stängningstid. Norre Port, som är en av endast fyra bevarade stadsportar i fastlandssverige, genomgick en renovering under 2005. I juni 2007 förklarades Norre Port som byggnadsminne. 
Under en period inrymdes i Norre Port ett galleri – Galleri Norre Port.

## Bildgalleri

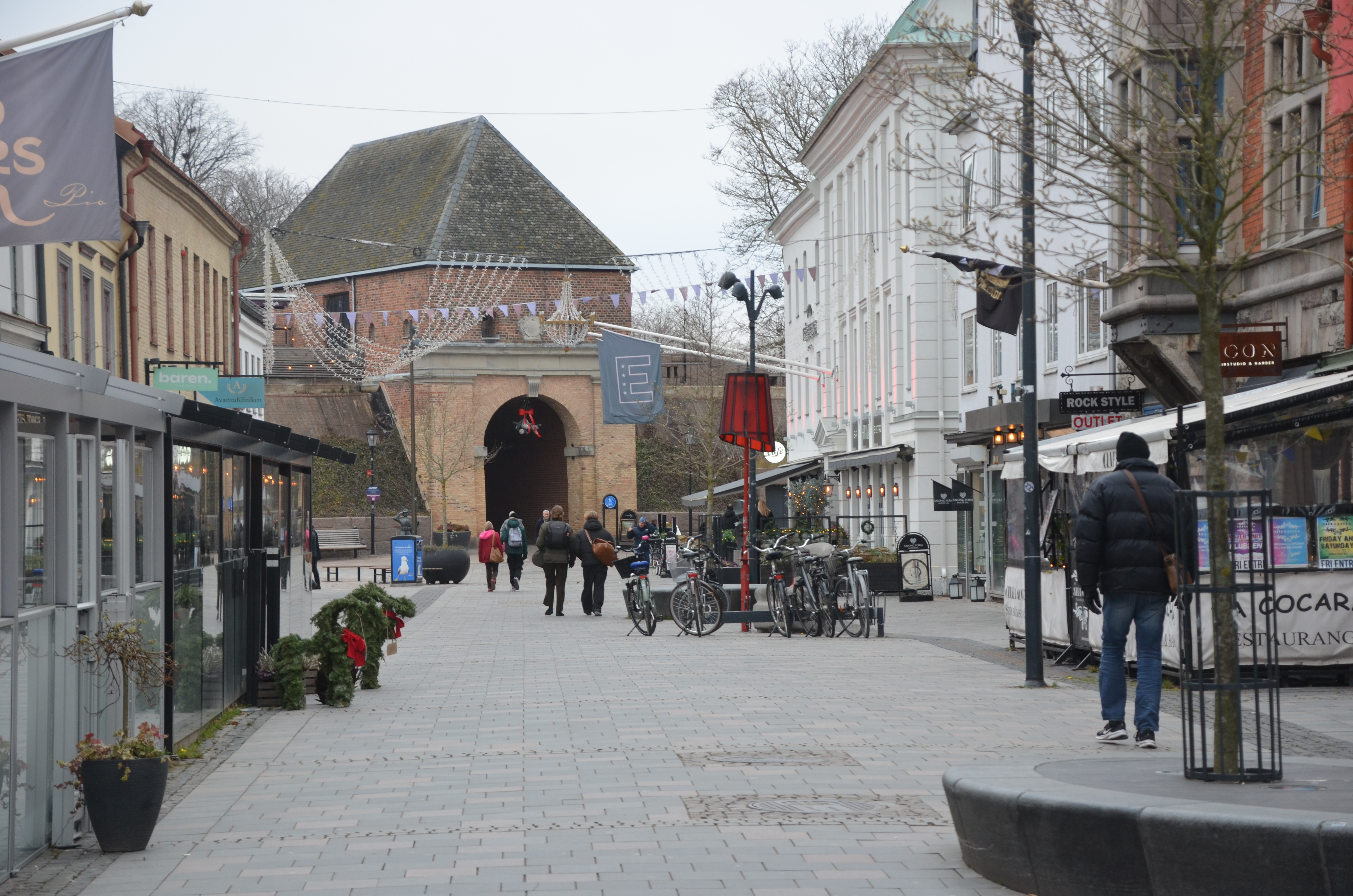
Norre Port sedd från Storgatan
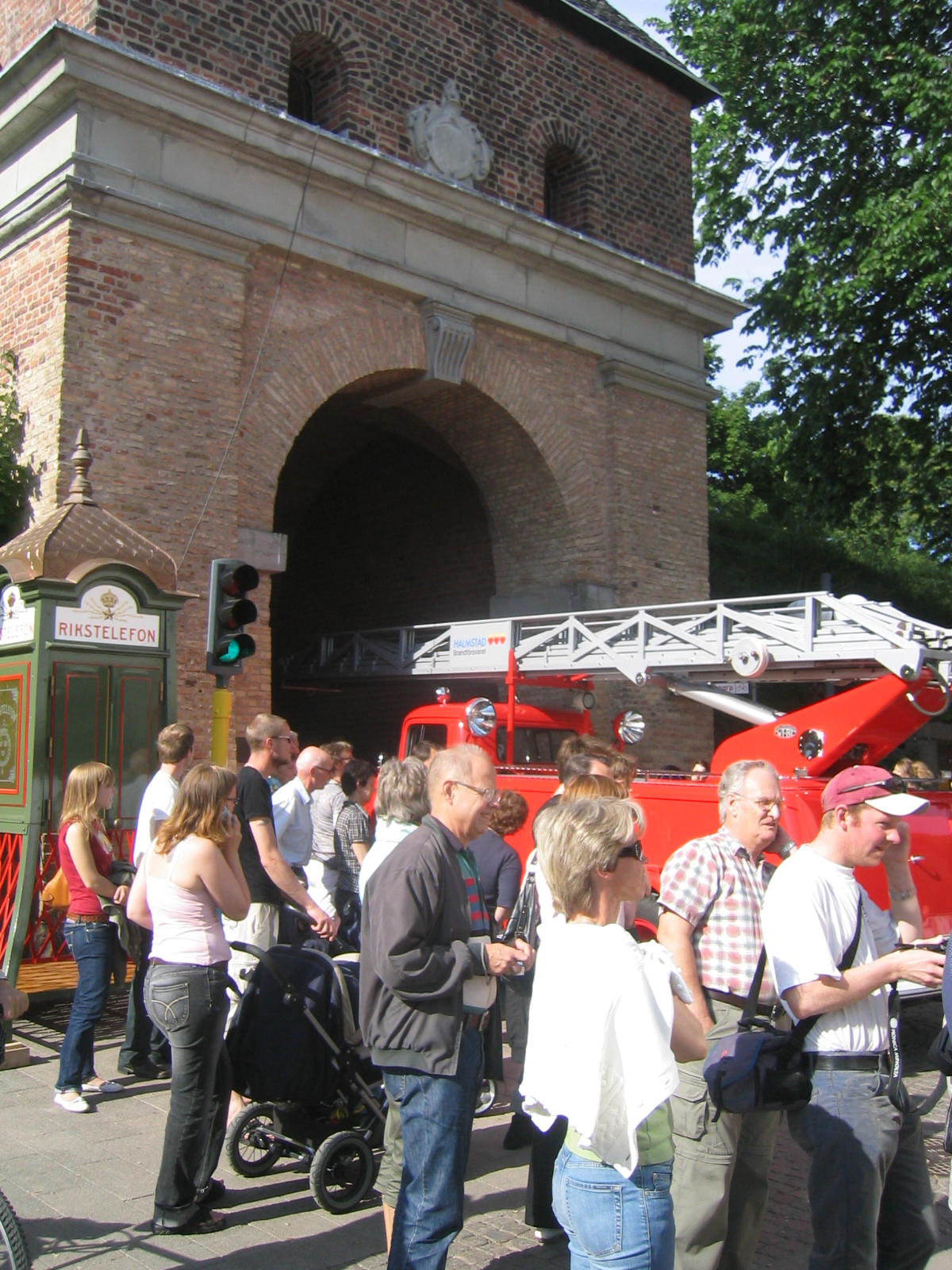
Nostalgitur genom porten under Halmstads 700-årsjubileum, Vågspel 2007, med tillfälligt återuppsatt ljussignal och en rikstelefonkiosk.